# قمر الدين
قمر الدين هو عصير المشمش أو شراب الرحيق من المطبخ العربي الذي يستهلك عادة خلال شهر رمضان المبارك. ويعتقد أنه من سوريا. انتج لأول مرة في الغوطة، حيث نمت لأول مرة مجموعة متنوعة من المشمش الأكثر ملاءمة لعصير قمر الدين. تنتشر صناعة قمر الدين في جميع أنحاء الشرق الأوسط وشمال إفريقيا وكذلك في الصومال، إلّا أن قمر الدين السوري لا يزال هو الأفضل، لأن مجموعة المشمش الأكثر ملاءمة لعمل قمر الدين تنمو فقط في سوريا وجنوب غرب تركيا. ويُعرف باسم لواشك (بالفارسية: لواشک) في إيران، ويقدم كلفافة فواكه مجففة.

## التسمية
اقترحت العديد من النظريات حول أصل اسم قمر الدين. تقول إحدى النظريات أنها سميت باسم مخترعها، وهو رجل سوري يدعى قمر الدين. قيل إنه كان وسيمًا جدًا لدرجة أنه يشبه القمر، ومن هنا جاء الاسم.
هناك نظرية أخرى تقول أن موسم المشمش تزامن مع رؤية القمر الجديد الذي يمثل بداية شهر رمضان في العام الذي صُنع فيه قمر الدين. هناك نظرية مماثلة، منتشرة في مصر، تُسند أصل الاسم إلى الخليفة الذي كان معروفًا باحتفاله مع قمر الدين عند رؤية الهلال في رمضان.

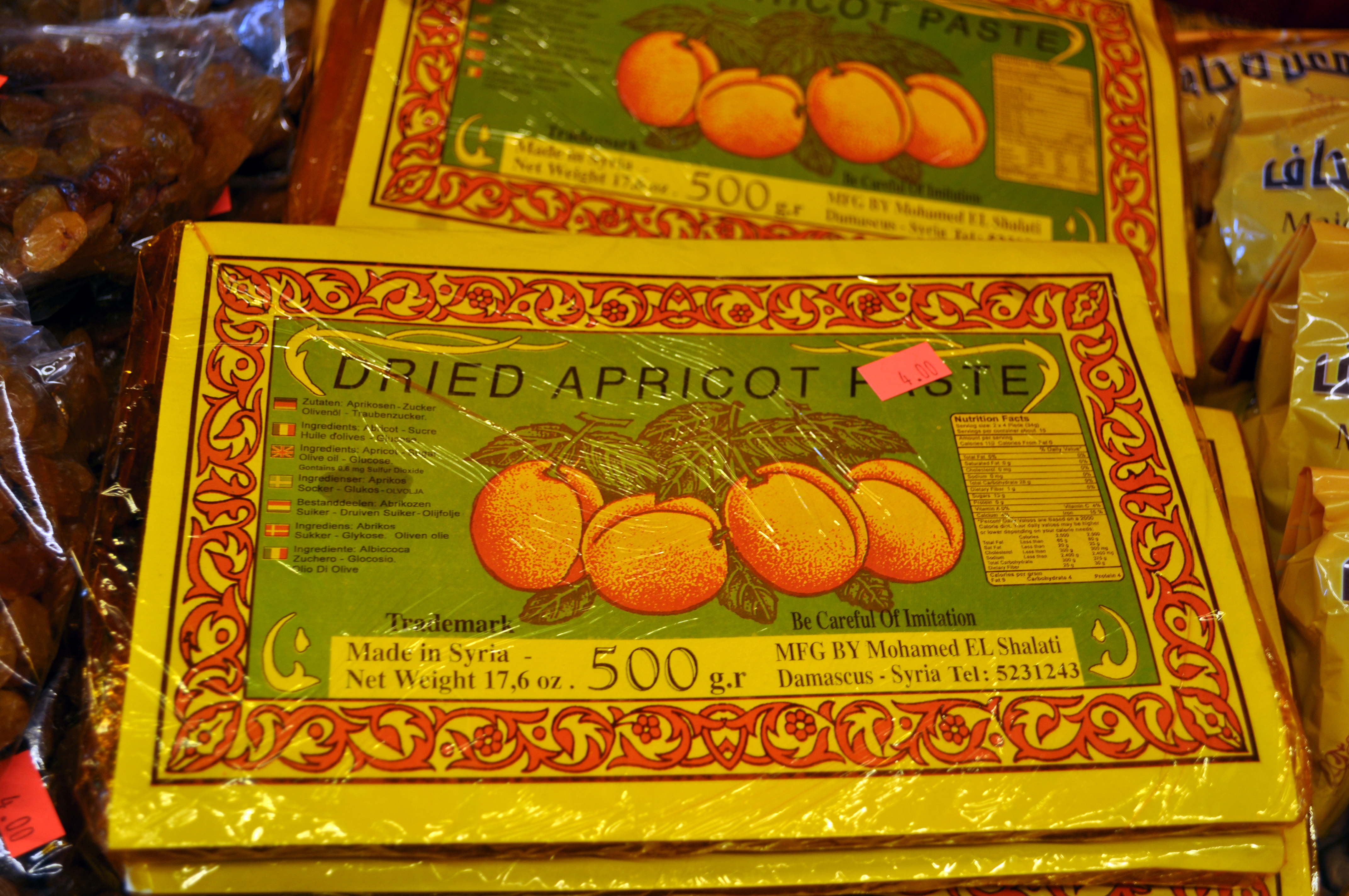
عجينة المشمش المجفف لصنع قمر الدين.

## طريقة التحضير
لإنتاج قمر الدين، يغلى عصير المشمش والسكر على النار ثم يصفى من خلال مصفاة خشبية مغمورة بزيت الزيتون. ثم يترك المشمش ليجف تحت أشعة الشمس المباشرة. بمجرد أن يجف تمامًا، يعبئ ويشحن ليباع في الأسواق. يكون هذا المشمش المجفف أكثر سماكة، وأكثر متانة، ولهُ نكهة أقوى من المشمش المجفف العادي، وبالتالي فهو أكثر ملاءمة لصنع قمر الدين. لا يتطلب صنع الشراب من جلد المشمش هذا سوى إضافة ماء الورد أو ماء زهر البرتقال، وغالبا ما تضاف قطع المشمش (الطازجة أو المجففة) والثلج أيضًا. في بعض الأحيان يستبدل بعض ماء الزهر بعصير برتقال أو ماء عادي. يقدم قمر الدين تقليدياً بشكل سميك وبارد، ويُعتقد أنه مُقوّى بشكل خاص ومصدر جيد للطاقة والأيونات والماء، وكلها مهمة للغاية بعد يوم من الصيام. يضيف بعض الشوام الصنوبر والثلج إلى قمر الدين، مما يجعل الشراب أكثر سمكا، كالجلاب بنكهة المشمش.
يحضر الصنف الإيراني، لواشك، عن طريق تسخين الثمار ببعض الماء حتى تشكل هريس ويمرر عبر غربال للتخلص من أي قشر فاكهة. بعد ذلك يسخن الهريس لتشكيل عجينة أكثر سماكة، وبالتالي تترك في الشمس حتى تجف ويقدّم بعد بضعة أيام. تقليديًا، يصنع اللواشك من الخوخ أو المشمش، إلا أن الأصناف الحديثة والتجارية قد تستخدم التفاح، الرمان، الكرز، البرباريس، القرانيا كفاكهة أساسية.

## روابط خارجية
- Nutritional information